# Gerlovo Beach
Der Gerlovo Beach (bulgarisch Герловски бряг Gerlowski Brjag) ist ein 2 km langer Strand an der Nordwestküste der Johannes-Paul-II.-Halbinsel im Norden der Livingston-Insel im Archipel der Südlichen Shetlandinseln. Am Ufer der Shirreff Cove erstreckt er sich südlich sowie nordöstlich des Mercury Bluff und liegt südlich sowie westlich gegenüber von San Telmo Island.
Bulgarische Wissenschaftler kartierten ihn 2009. Die bulgarische Kommission für Antarktische Geographische Namen benannte ihn im selben Jahr nach der Region Gerlowo im Nordosten Bulgariens.